# Métacognition
En psychologie, la métacognition est la « cognition sur la cognition » (le préfixe μετά signifiant « avec » en grec ancien). Autrement dit, la métacognition consiste à avoir une activité mentale sur ses propres processus mentaux, c'est-à-dire « penser sur ses propres pensées ». Dans le domaine de la psychologie de l'éducation, le terme désigne la composante du savoir d'un individu qui concerne les processus mêmes du savoir (acquisition, perpétuation, modification), en quelque sorte « ce qu'il sait de sa façon de savoir ». De façon plus générale en psychologie cognitive, les processus métacognitifs peuvent concerner des domaines très divers : en mémoire (savoir que l'on sait, que l'on est capable de mémoriser telle ou telle information pendant telle ou telle durée), en perception (être capable de dire si on a bien perçu ou non un stimulus), en résolution de problème (décider que telle heuristique est plus appropriée dans tel cas), etc. Il existe un débat concernant l'évolution humaine quant au fait que notre espèce soit la seule ou non à être dotée de capacités métacognitives, voire métareprésentationnelles.
Phénomène quotidien, la métacognition est l'acte de pensée qui permet à l'individu d'apprécier, d'évaluer, de juger ses capacités mentales et qui lui sert à planifier ses interventions.

## Psychologie

### Pédagogie et sciences de l'éducation
La notion de métacognition est ancienne, on la retrouve déjà dans le traité De l'âme d'Aristote. Confucius affirmait déjà qu'il ne saurait y avoir de savoir sans une forme de récursivité du savoir : « Veux-tu que je t'enseigne le moyen d'arriver à la connaissance ? Ce qu'on sait, savoir qu'on le sait ; ce qu'on ne sait pas, savoir qu'on ne le sait pas : c'est savoir véritablement. »
La métacognition désigne l'activité de l'apprenant (élève) qui s'exerce à partir du moment où il n'est plus dans l'action mais dans une réflexion, verbalisée ou non, sur cette action. Il est démontré que cette activité, permettant une prise de conscience des procédures, des méthodes et des processus intellectuels mis en œuvre pour résoudre un problème, améliore l'acquisition des connaissances et le transfert des acquis[réf. souhaitée]. En effet, « la métacognition se rapporte à la connaissance qu'on a de ses propres processus cognitifs, de leurs produits et de tout ce qui y touche, par exemple, les propriétés pertinentes pour l'apprentissage d'information ou de données. »

### Connaissance récursive
Cette dimension collective et récursive de la connaissance apparaît dans l'étymologie du mot connaissance (cum = avec, savoir avec). On peut concevoir la métacognition comme la partie de la connaissance de soi relative à la capacité d'apprendre et à la maîtrise personnelle des connaissances acquises. Ce qui est appelé conscience et particulièrement la conscience réflexive (introspection) a naturellement un rôle central dans les processus métacognitifs.
Comme toutes les relations de type méta, la métacognition et son étude sont sensibles à un effet d'« empilement » épistémologique : étudiant la cognition, on approfondit la métacognition, de celle-ci on passe à la notion de méta-métacognition et ainsi de suite. Concrètement, il n'est pas sûr que l'individu apprenant vive autre chose qu'un premier degré de lucidité ou de dédoublement de sa pensée, restant bien en deçà des processus d'arrière-plan que la recherche cherche à mettre au jour et à élucider. Il faut donc faire la part dans ce domaine entre ce qui reste accessible pour les personnes en tant que connaissances et ce qui relève de la théorie et du conjectural.

### Apprentissage
Depuis les années 1990, la capacité métacognitive est apparue d'un grand intérêt dans l'efficacité des apprentissages. On en trouve cependant de lointaines prémisses dans toutes les formes de pédagogie attachées à l'autonomie et au mot d'ordre « Apprendre à apprendre ! ». De nombreux travaux  concernent cette capacité, ainsi que les moyens de la renforcer, en particulier dans les procédés d'enseignement à distance ou par le biais de moyens informatiques.
La capacité cognitive est habituellement mal révélée par les modes d'évaluation ordinaires dans lesquelles le résultat fait écran devant les cheminements qui l'ont permis. Quand elle a pu être évaluée, la corrélation était importante avec la réussite des études. Des évaluations ont cependant montré qu'il était possible de parvenir à un niveau élevé de formation sans que la métacognition ait été beaucoup développée. En fonction de sa prédisposition naturelle et de son caractère, l'apprenant est plus ou moins attentif à sa façon de comprendre, d'apprendre et de résoudre les problèmes. Il s'interroge plus ou moins sur l'origine des difficultés qu'il rencontre ; il s'arrête plus ou moins sur le bilan de ses forces et de ses faiblesses ; il s'attache diversement à transposer ses réussites et ses acquis d'un problème à un autre ou d'un domaine à un autre. L'enseignement devrait donc comprendre une « éducation cognitive » entendue comme la « recherche explicite, dans la mise en œuvre d'une démarche de formation, de l'amélioration du fonctionnement intellectuel des personnes. » L'éducation cognitive met l'accent sur l'intégration des connaissances plus que sur leur mémorisation ; sur l'autonomie plus que sur des compétences tangibles ; sur le savoir-apprendre et le développement de stratégies cognitives plus que sur les contenus proprement dits.
Entre les facteurs idiosyncratiques de l'apprenant et les tâches d'apprentissage ou objectifs de formation, et s'appuyant sur eux, la métacognition se développe par des démarches de type stratégique : auto-évaluation (motivation) et évaluation des difficultés ; fixation de sous-objectifs et d'étapes (planification) ; régulation par ajustements continus (autorégulation). Dans un axe perpendiculaire, ces démarches doivent se déployer plus ou moins explicitement entre les connaissances assimilées (savoir) et les apprentissages prévus ou envisageables. Dans cette perspective de consolidation de l'autonomie, « le développement de l'intelligence est conçu comme le passage progressif de mécanismes hétérorégulateurs (dont l'activation dépendrait du rôle joué par un tiers, tel l'enseignant) à des mécanismes autorégulateurs (dont l'activation dépendrait de l'enfant lui-même). »

### Régulation
Le concept de régulation[à définir] semble très pertinent dans l'étude de la métacognition : la régulation métacognitive peut notamment se répartir selon les degrés et formes d'explicitation possibles par l'apprenant, reposant sur sa lucidité et ses capacités d'expression. Allal, Rouiller et Saada-Robert ont dégagé quatre catégories de régulation métacognitive : 
- les « régulations implicites », inconscientes et inaccessibles pour le sujet ;
- les « régulations explicitables », misent au jour seulement en cas de sollicitation par des interlocuteurs ou des protocoles particuliers ;
- les « régulations explicitées », celles qui traduisent la métacognition vécue et que le sujet met en œuvre délibérément et peut exprimer aisément ;
- les « régulations instrumentées », sollicitées et renforcées par des apprentissages à visée métacognitive.

À partir d'un certain degré de maturité, la métacognition s'exprime par des « habiletés cognitives » tangibles ou « compétences métacognitives ». Sur une ferme base d'autonomie, ces compétences permettent à la personne d'évaluer en permanence son capital intellectuel et ses savoir-faire ; d'opérer des transferts de connaissances et combler les déficits (autoformation) ; de faire le meilleur choix dans un éventail de procédures possibles et globalement d'adopter la meilleure stratégie en fonction des objectifs initiaux.

## Neurosciences

### Rêves lucides
Les processus métacognitifs interviennent dans le rêve lucide, c'est-à-dire la capacité que possèdent certaines personnes d'être conscientes, pendant leur sommeil, qu'elles sont en train de rêver et parfois même de prendre le contrôle de leur rêve. C'est ce que relate un article de 2015 paru dans The Journal of Neuroscience. Le Journal de la Science se fait l'écho de ces recherches dans l'article : « La zone du cerveau impliquée dans les rêves lucides identifiée ? ». Science et Avenir précisait déjà, en 2014, que « Les chercheurs songent déjà aux éventuelles utilisations thérapeutiques de ces travaux. Des patients souffrant d'hallucinations liées à la schizophrénie ou de troubles obsessionnels compulsifs (TOC) pourraient ainsi bénéficier de cette technique ».

## Animaux capables de métacognition
Il existe un consensus sur le fait que les primates non humains, notamment parmi les grands singes et les macaques rhésus, présentent des comportements de contrôle métacognitif. Les preuves semblent moins consensuelles chez d'autres animaux tels que les rats et les pigeons. Certains chercheurs ont critiqué les méthodes utilisées et ont avancé que les performances pourraient être expliquées par des mécanismes de conditionnement de bas niveau. Les animaux auraient appris l'association entre la récompense et les stimuli externes grâce à des modèles de renforcement simples. Cependant, de nombreuses études ont démontré que le modèle de renforcement ne peut à lui seul expliquer les schémas comportementaux des animaux. Les animaux ont montré un comportement métacognitif adaptatif même en l'absence de récompense concrète,.

## La métacognition artificielle
La « métacognition artificielle » désigne la capacité d'un système d'intelligence artificielle autorégulé à raisonner sur ses propres états internes, croyances et incertitudes, afin notamment d'évaluer la fiabilité de ses décisions, anticiper ses erreurs et ajuster ses stratégies en conséquence.
Les architectures réflexives de telles IA reposent sur l'intégration d'un modèle interne de l'IA elle-même, lui permettant de simuler ses comportements, prédire les conséquences de ses actions et corriger ses trajectoires décisionnelles. L'apprentissage auto-supervisé est une méthode dans laquelle l'IA génère ses propres signaux d'entraînement à partir de données non étiquetées, en créant des tâches de prétexte qui lui permettent d'apprendre des représentations utiles sans supervision humaine directe.
Ces approches sont utilisées dans les grands modèles de langage, la vision par ordinateur et les réseaux neuronaux profonds, et permettent une amélioration des performances tout en réduisant les coûts de collecte de données annotées. Parmi les exemples de recherche récents sur l'auto-modélisation des IA, on peut citer les travaux de Yann LeCun chez Meta AI sur les architectures modulaires auto-supervisées, les recherches du CNRS-LISN sur la métacognition computationnelle appliquée à l'apprentissage multi-cibles, ainsi que les expérimentations du LIG (Laboratoire d'Informatique de Grenoble) sur la recherche automatique d'architectures neuronales réflexives. Ces travaux visent à donner une cognition étendue à des IA ou à une IA agentique pour les rendre plus autonomes, explicables et capables d'adaptation dynamique dans des environnements incertains.